# Spalding (Sportartikelhersteller)
Spalding ist ein US-amerikanischer Sportartikelhersteller. Spalding stellt für verschiedene Sportarten Bälle her und ist vor allem für seine Basketbälle bekannt. Der Hauptsitz von Spalding befindet sich in Bowling Green, Kentucky.

## Basketbälle

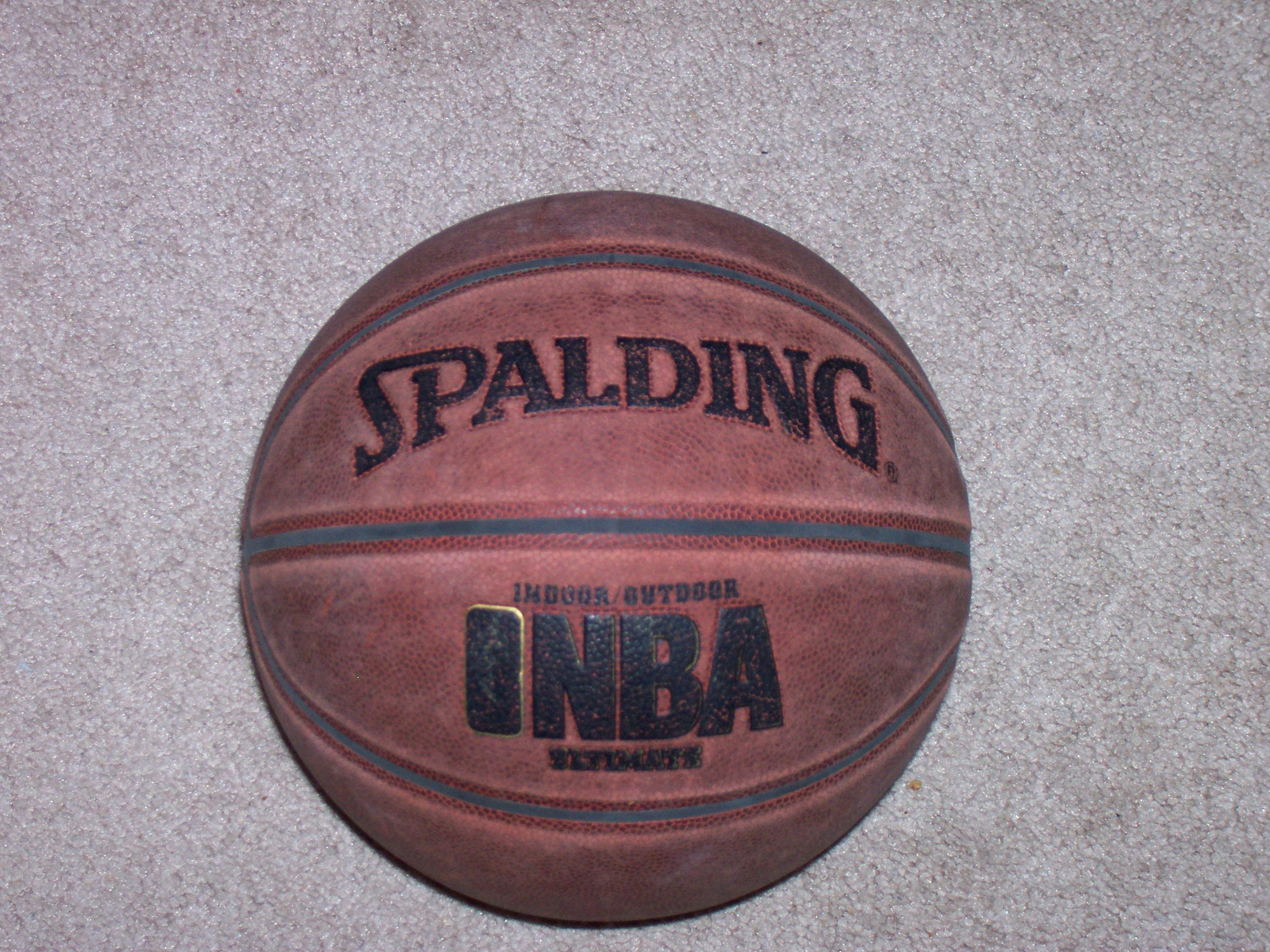
Basketball von Spalding

Das Unternehmen wurde im Jahr 1876 von Albert Spalding in Chicago, Illinois gegründet. Spalding stellte im 19. Jahrhundert als erstes Unternehmen Bälle für den Basketballsport her, nachdem es von James Naismith, dem Erfinder des Spiels, einen entsprechenden Auftrag erhalten hatte. Spaldings bekannteste Modelle sind der NBA-Spielball und der TF-1000 Legacy, der von der Deutschen Basketball-Bundesliga und anderen europäischen Basketball-Ligen verwendet wird.